# My smerti smotreli v litso
My smerti smotreli v litso (russisk: Мы смерти смотрели в лицо) er en sovjetisk spillefilm fra 1980 af Naum Birman.

## Medvirkende
- Oleg Dahl som Boris Korbut
- Ljubov Malinovskaja som Valja
- Larisa Tolkatjova som Tamara Samsonova
- Jurij Zjukov som Vadik Lozjbinskij
- Boris Naumov som Serjozja Markov